# Bothriochloa saccharoides
El coirón,  Bothriochloa saccharoides, es una especie de planta herbácea de la familia Poaceae. Se encuentra en Argentina.

## Descripción
Es una especie gramínea, con hojas duras y punzantes. Se la usa para techar viviendas.

## Taxonomía
Bothriochloa saccharoides fue descrita por (Sw.) Rydb. y publicado en Brittonia 1(2): 81. 1931.
Etimología
Bothriochloa nombre genérico que deriva del griego bothrion (pozo) y chloe (hierba), aludiendo a sus glumas bajas.
saccharoides: epíteto latíno que significa "como dulce"
Sinonimia
- Amphilophis argentea (DC.) Roshev.
- Amphilophis saccharoides (Sw.) Nash
- Andropogon altissimus Colla
- Andropogon argenteus DC.
- Andropogon berteronianus Steud.
- Andropogon bertheroanus Hochst. ex Steud.
- Andropogon hirsutus Kunth
- Andropogon kunthii E.Fourn.
- Andropogon reevesii Gould
- Andropogon saccharoides Sw.
- Andropogon saccharoides subsp. brasiliensis Hack.
- Andropogon saccharoides var. erianthoides Hack.
- Andropogon saccharoides subsp. parvispiculus Hitchc.
- Andropogon saccharoides var. parvispiculus (Hitchc.) Standl.
- Andropogon saccharoides var. saccharoides
- Andropogon saccharoides var. surius E.H.L.Krause
- Bothriochloa brasiliensis (Hack.) Henrard
- Bothriochloa reevesii (Gould) Gould
- Dichanthium saccharoides (Sw.) Roberty
- Erianthus saccharoides (Sw.) Willd.
- Holcus saccharoides (Sw.) Stuck.
- Saccharum argenteum Brouss.
- Sorghum saccharoides (Sw.) Kuntze
- Sorghum saccharoides var. saccharoides
- Trachypogon argenteus (DC.) Nees[4][5]